# Cymbalophora pudica
Cymbalophora pudica is een nachtvlinder uit de familie van de spinneruilen (Erebidae), onderfamilie beervlinders (Arctiinae).
De soort komt voor in Zuid-Europa en het westen van Noord-Afrika. De spanwijdte bedraagt 35 tot 42 millimeter. De waardplanten zijn grassen, paardenbloem en andere lage planten.
De soort overwintert als rups. In de zomer gaat de rups ook in diapauze, alvorens te verpoppen. De soort vliegt daarna in één jaarlijkse generatie in augustus en september.